# Debe
Debe es una localidad de Trinidad y Tobago, que forma parte de la región de Penal-Debe.

## Geografía
La localidad abarca parte de la isla Trinidad y limita al norte con Hermitage Village, Wellington y Monkey Town, al sur con Penal, al este con Barrackpore y al oeste con Hermitage Village y Penal.

## Demografía
Datos demográficos de la localidad de Debe:
| Gráfica de evolución demográfica de Debe entre 2000 y 2011 |
|                                                            |